# 若栗神社

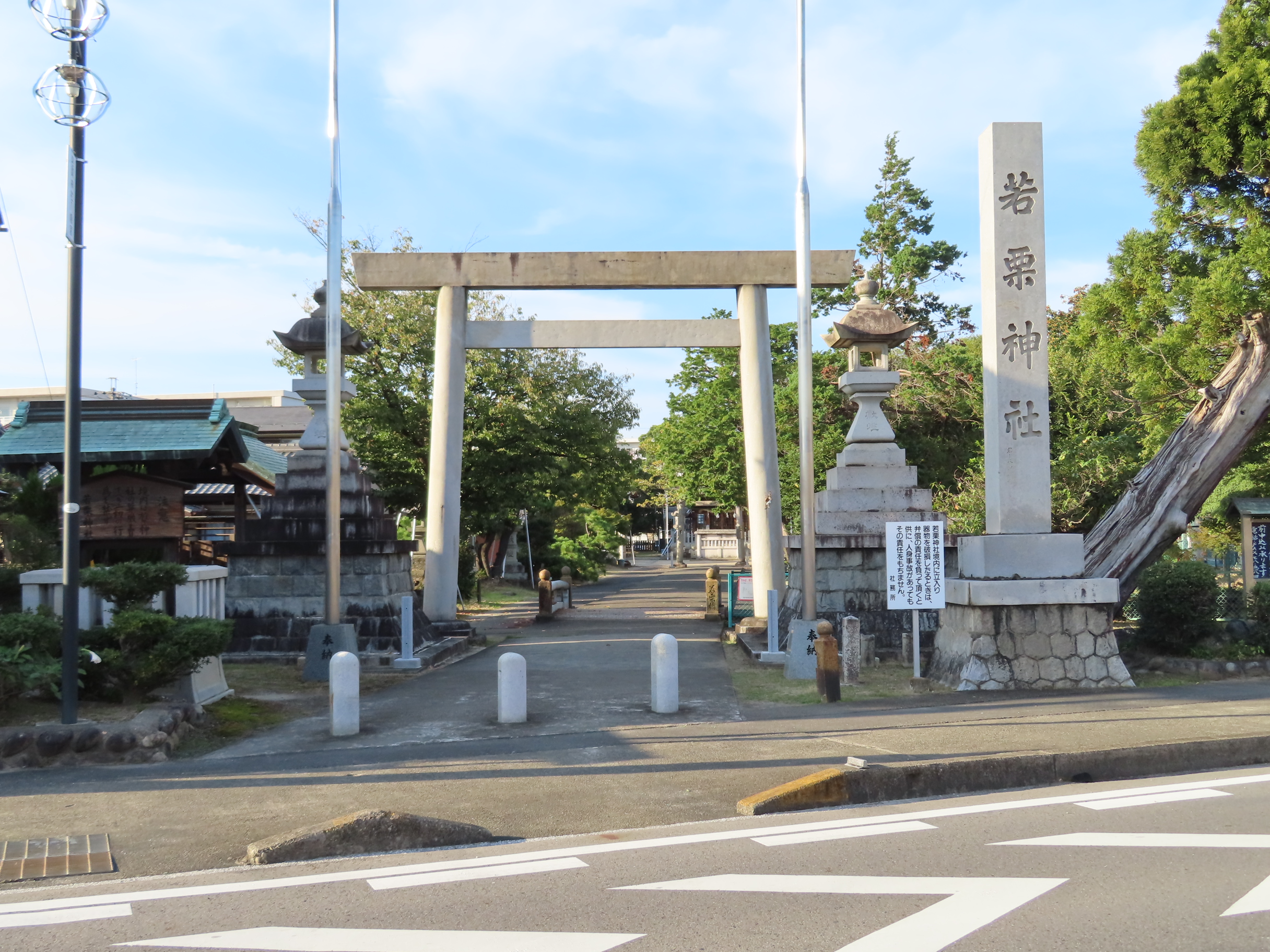
鳥居と標柱

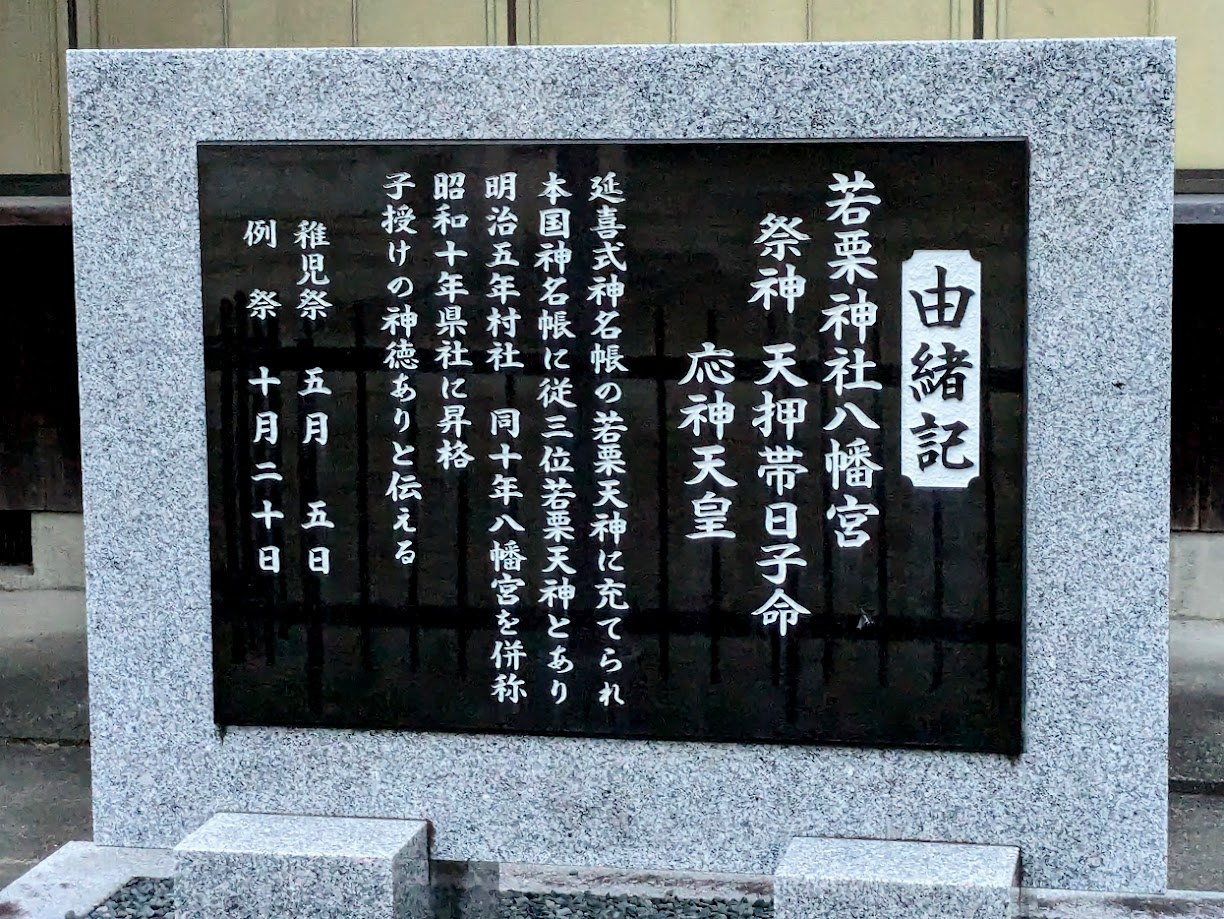
由緒記

若栗神社（わぐりじんじゃ）は、愛知県一宮市島村にある神社である。旧社格は県社。正式な名称は「若栗神社八幡宮」である。これは、かつて八幡宮を名乗っていたためである。しかし、若栗神社の名で呼ばれることが多い。
式内社の尾張国葉栗郡「若栗神社」である。

## 概況
創建時期は白鳳年間、この地域の有力者である葉栗臣人麿が、先祖（天押帯日子命）を祀るために創建したと伝えられる。
天文年間に仏像（八幡神）が合祀され、1605年（慶長10年）領主の兼松正吉（尾張藩徳川義直家臣）が八幡宮を正式に合祀、八幡宮に改称する。
1869年（明治2年）、元の若栗神社に改称し、郷社になるが、1880年（明治13年）に若栗神社八幡宮に改称している。
1935年（昭和10年）、県社になる。

## 祭神
- 天押帯日子命
孝昭天皇の皇子。孝昭天皇はこの地に滞在したさい、この地の有力者である興津余会公の娘である世襲足媛を妃としたという。その後、生まれたのが天押帯日子という。
- 応神天皇

## 祭事
- 稚児祭（5月5日）
- 例祭（10月20日）

## 境内社
- 川島天神社 - 式内社尾張国葉栗郡川嶋神社の論社の一つ。
- 金刀比羅社
- 平和神社

## 文化財

### 一宮市指定文化財
- 紙本著色兼松正吉画像
- 奉納刀3口

## 交通機関
- 名鉄バス「若栗神社前」バス停下車、徒歩ですぐ。
  - 名鉄名古屋本線・尾西線 名鉄一宮駅、JR東海道本線 尾張一宮駅（名鉄一宮駅バスターミナル3番のりば）より「川島」行きのバスに乗車。